# Vagellia
Vagellia là một chi nhện trong họ Cybaeidae.